# Estrella intergalàctica

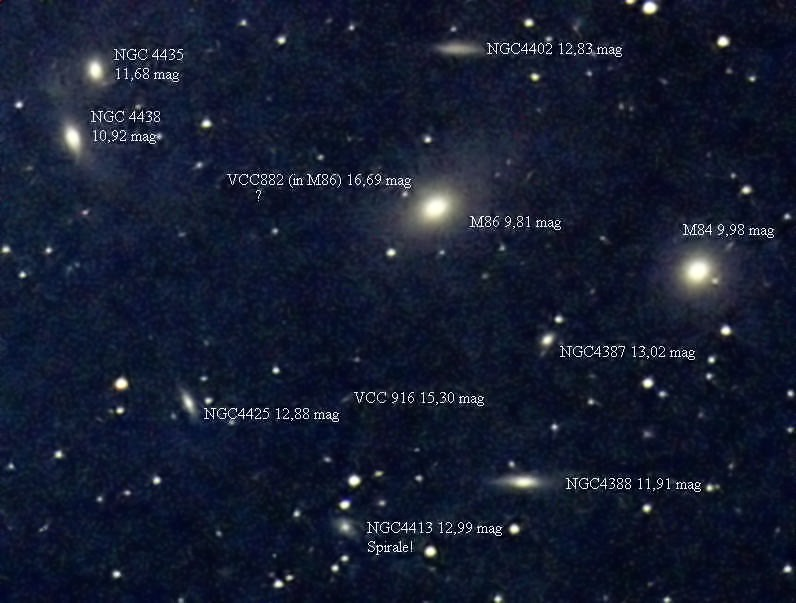
El cúmul de galàxies de la Verge, on es va descobrir el fenomen conegut com a estrelles intergalàctiques.

Una estrella intergalàctica o estrella fugitiva o errant és una estrella que no pertany a cap galàxia. Aquestes estrelles van ser font de gran discussió en la comunitat científica durant el final dels anys 90, i la creença general és que són el resultat de la col·lisió de galàxies, o d'un parell d'estrelles binàries viatgen massa a prop d'un forat negre (que es pot trobar al centre de moltes galàxies).

## Descoberta
Fins fa poc, es pensava que les estrelles només existeixen dins de les galàxies. No obstant això, aquest paradigma va canviar el 1997, quan les estrelles intergalàctiques. Les primeres a ser descobertes varen ser al cúmul de galàxies de la Verge, en el qual n'existeixen un bilió.
La descoberta d'estrelles intergalàctiques adreça els «problema dels barions» —barions desapareguts sent una classe de partícules subatòmiques incloent-hi els protons i neutrons que fan els nuclis dels àtoms en assumpte normal. El problema de barió desaparegut és identificat per moltes teories de formació i evolució de l'univers, els quals assenyalen fora que hi hauria d'haver-hi molts més barions que aquells que han estat trobat per científics.

## Formació
Tot i que la forma en què es presenten aquestes estrelles és encara un misteri, la teoria més comuna és que la col·lisió de dues o més galàxies pot tirar algunes estrelles de les vastes regions buides de l'espai intergalàctic. Encara que normalment les estrelles resideixen dins de galàxies, poden ser extrets per les forces gravitacionals quan les galàxies col·lideixen. Normalment es creu que aquestes estrelles intergalàctiques també poden haver-hi vingut de molt petites galàxies, ja que és més fàcil per a les estrelles per escapar de l'atracció gravitacional d'una galàxia més petita.

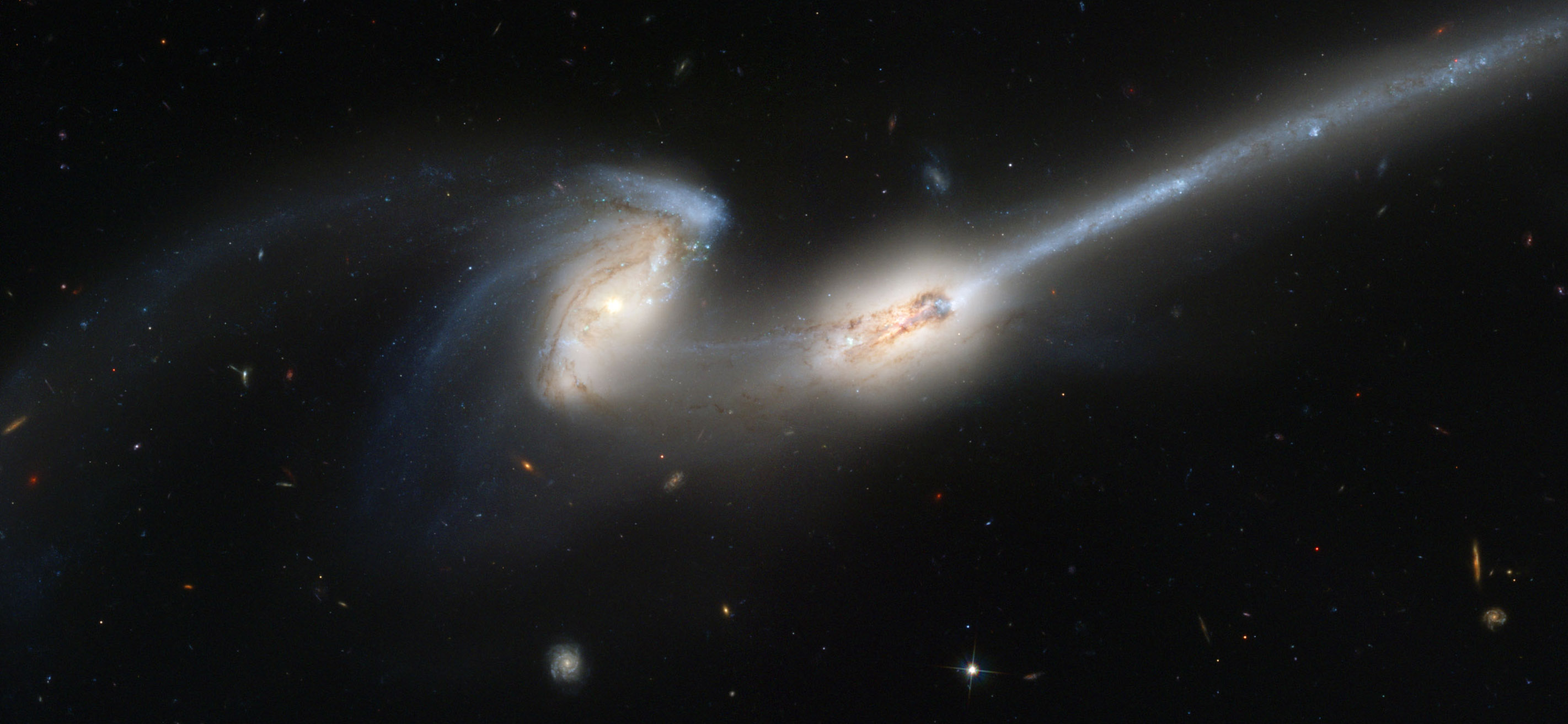
Una col·lisió entre galàxies és generalment pensat per ser la font d'estrelles intergalàctiques.

Una altra teoria afirma (un exemple del qual es mostra a la imatge de sota) que les estrelles poden ser expulsades de la seva galàxia per forats negres supermassius. En el cas d'aquesta teoria, el més probable és que aviat serà l'estrella intergalàctica formarà part d'un sistema binari d'estrelles, on una de les estrelles és arrossegada en el forat negre supermassiu al centre d'una galàxia i l'altra és expulsada lluny després d'haver viatjat molt a prop del forat negre abans esmentat. L'estrella que ha estat expulsada del centre de la galàxia viatja a alta velocitat per escapar l'atracció gravitacional de la galàxia, i ara se l'anomena una estrella hiperràpida.

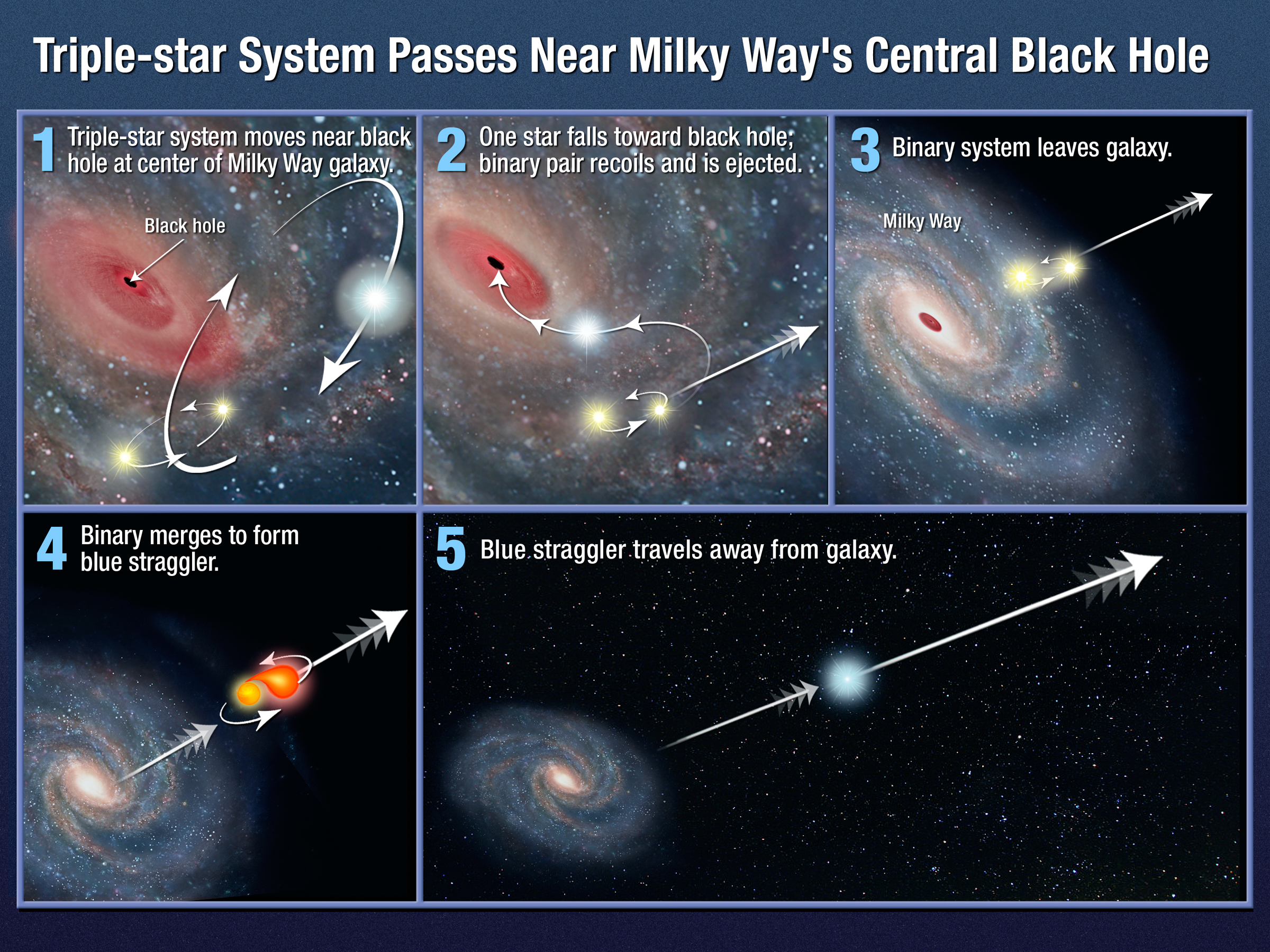
Els mecanismes proposats per a l'expulsió d'estrelles intergalàctiques per forats negres supermassius.

## Història d'observació
El 1997, el telescopi Hubble va descobrir un gran nombre d'estrelles intergalàctiques en el cúmul de la Verge de galàxies. Més tard, en la dècada de 1990, els científics van descobrir un altre grup d'estrelles intergalàctiques en el Cúmul del Forn de galàxies.
Recentment els astrònoms han notat una feble resplendor que pot ser un producte d'estrelles intergalàctiques. Aquest descobriment suggereix que gairebé la meitat de la totalitat d'estrelles en l'univers pot residir fora de les galàxies conegudes: "Les troballes provenen de l'Experiment de Fons Infraroig Còsmic -Cosmic Infrared Background Experiment (CIBER)-, que va volar breument a l'espai el 2010 i 2012 a bord d'un coet sonda. Com que el CIBER es va elevar per sobre de l'atmosfera, va mirar cinc regions diferents en l'espai al voltant d'un minut cada un, la recopilació de la major quantitat de partícules de llum còsmica possible. Els vols van tenir lloc en diferents moments de l'any […] Però quan Zemcov i els seus col·legues van començar a garbellar a través de les dades del CIBER, es van adonar que la llum capturada no era suficient vermella per haver vingut de galàxies antigues. La llum ha de venir d'alguna cosa més propera i més moderna, diuen -com estrelles normals."
Alguns astrònoms de Vanderbilt informen que han identificat més de 675 estrelles de la vora de la Via Làctia, entre la Galàxia d'Andromeda i la Via Làctia. Argumenten que aquestes estrelles són estrelles (intergalàctiques) hiperràpides que van ser expulsades del centre de la galàxia de la Via Làctia. Aquestes estrelles són gegants vermelles, el que significa que tenen tenen una alta "metal·licitat" (una mesura de la proporció d'elements químics diferents d'hidrogen i heli dins d'una estrella) que indiquen un origen galàctic intern, ja que les estrelles de les vores de les galàxies tendeixen a tenir baixa metal·licitat i ser més velles.
El 2005, al Centre Smithsonian d'Astrofísica, Warren Brown i el seu equip van tractar de mesurar les velocitats de les estrelles hiperràpides utilitzant la tècnica Doppler, pel qual s'observa la llum dels canvis similars que passen en el so quan un objecte s'allunya o cap a alguna cosa. Tanmateix, les velocitats es troben només són mínims estimats, com en la realitat les seves velocitats poden ser més grans que les velocitats trobades pels investigadors. "Un dels exiliats recentment descobert s'està movent en la direcció de la constel·lació de l'Ossa Major en uns 1,25 milions de milles per hora pel que fa a la galàxia. És a 240.000 anys llum de nosaltres. L'altre es dirigeix cap a la constel·lació de Càncer, de sortida a 1,43 milions de milles per hora i 180.000 anys llum de distància ".
Algunes supernoves descobertes recentment s'han confirmat haver esclatat centenars d'anys llum de l'estrella o galàxia més propera.

## Massa
Tot i que la massa exacta d'aquestes estrelles no es pot conèixer, s'estima que en conjunt representen el 10 per cent de la massa del cúmul de galàxies de la Verge. Això vol dir que, molt probablement, aquestes estrelles col·lectivament tenen una massa més gran que qualsevol particular una de les 2.500 galàxies que formen el cúmul de la Verge.

## Ubicació
Les primeres estrelles intergalàctiques van ser descobertes en el cúmul de galàxies de la Verge. Aquestes estrelles formen un grup massiu a uns 300.000 anys llum de la galàxia més propera.
Aproximadament 675 estrelles canalles han estat descobertes a la vora de la galàxia, entre la galàxia d'Andròmeda i la Via Làctia.